# Elizabeth Corday
Elizabeth Corday es un personaje de ficción del drama médico ER, interpretado por Alex Kingston de 1997 a 2004, con dos apariciones especiales en 2009. Caracterizada como una competente cirujana proveniente de Inglaterra, comienza a trabajar en el ficticio Hospital County General de Chicago en la cuarta temporada de la serie, donde se mantendrá por siete años, ocupando puestos importantes en su departamento. Además, uno de sus principales nudos dramáticos recorrerá la historia de su relación romántica con el Dr. Mark Greene (interpretado por Anthony Edwards), así como el tener sobrellevar su posterior viudez y maternidad.
Su hija

## Desarrollo del personaje

### Creación
Durante una visita de Kingston a Estados Unidos en 1996, se la invitó a conocer a los productores de ER. Una de ellas, Carol Flint, la describió como exuberante e inteligente, a la vez de inusual, ofreciéndole un contrato de cinco años. Flint, a partir de lo su visión de Kingston, crea el personaje de Elizabeth Corday. Kingston afirma de su personaje:

Este personaje es brillante, arriesgado, y no es terriblemente correcto.
Alex Kingston

### Conflicto interracial
Uno de los mayores conflictos, y que resultó muy novedoso a partir de su temática, fue la relación que tenía con el personaje de Benton, interpretado por Eriq La Salle. Este último pidió a los guionistas que la relación fuese eliminada.

Como un hombre afroamericano, si las cosas negativas es lo único que estás mostrando, se convierte en algo ofensivo. Debido a que en la vida real, nos enamoramos y nos ponemos en el lugar del otro y reímos y hacemos lo que cualquier persona de otro tipo de raza haría. Entonces, si la única vez que muestras es una relación balanceada es en una relación interracial, fuera consciente o subconsciente, envía un mensaje con el que no estoy cómodo.
Eriq La Salle

Kingston no encontró problemas con ello, tal como afirma:

Puedes ver relaciones interraciales en cualquier lugar [fuera de América]. Yo ingenuamente pensé que sería mucho más liberal en América. Y no podría estar más lejos de la verdad. De hecho, estoy tratando de pensar si hay un programa de televisión en este momento [en 2013] donde hay una relación entre afroamericanos y caucásicos. Son muy pocos y distantes entre sí.
Alex Kingston

### Salida de la serie
Durante una entrevista radial a la BBC, Kingston se mostró impresionada y disgustada por su salida de la serie en 2004, afirmando que se debió a su edad; y que las cada vez menos apariciones de su personaje la afectaron profundamente. Sin embargo, más tarde afirmó que sus dichos estaban fuera de contexto, afirmando que junto a los productores llegaron a la conclusión que su personaje estaba agotado respecto a historias argumentales.

## Biografía

### Vida previa
Hija de Charles (Paul Freeman) e Isabelle Corday (Judy Parfitt), nació en Sussex y realizó estudios universitarios en Londres. Proviene de una familia de cirujanos, donde su abuelo y padre lo han sido, y ella, al no tener otros hermanos, asumió este papel. Su padre es Cirujano consultor en el Hospital Saint Thomas de Londres y se encuentran divorciados con su madre, que es astrofísica. En el episodio April Showers, se denota la incapacidad de ambos de llegar a cualquier tipo de acuerdo. Durante su infancia era cuidada por niñeras y estuvo en internados, lo que ella critica más tarde.

### Cuarta y quinta temporadas
Corday es seleccionada para una beca de cirugía traumática en el Hospital County General de Chicago, y se enfrenta a numerosos problemas a la hora de adaptarse a las formas y tratos estadounidense: durante su primera cirugía, desconcierta a todo el equipo quirúrgico al pedir que "bipearan" ("bleep") al Dr. Peter Benton (en vez del estadounidense "buscar" ("page")), al pedir un hemograma en forma inglesa ("full blood count" en vez de "complete blood count") o al pedir un tubo de "torascotomía" en vez de un "tubo torácico". Además, se presenta así misma como la Señorita Corday, como es habitual en los miembros del Real Colegio de Cirujanos de Inglaterra, y no como la Doctora Corday. Sin embargo, rápidamente gana popularidad en el personal del hospital por sus habilidades quirúrgicas y su personalidad, a pesar de su exterior que suele ser visto como arrogante y obstinado.
Se hace amiga de la enfermera Carol Hathaway y la Dra. Anna del Amico durante la cuarta temporada, a la vez que inicia una breve relación con el Dr. Benton. Al final de la temporada, decide quedarse después que su beca se termina, debido a los fuertes lazos que ha hecho en Chicago. Sin embargo, eso significa para ella comenzar como interna durante un año para no perder su licencia para ejercer en Estados Unidos. Esto la obliga a ser supervisada por el Dr. Dale Edson, un residente que es catalogado por otros doctores como una "comadreja". Más tarde, Benton asume su supervisión, a sabiendas de que su relación está prohibida por la diferencia de rangos entre ambos. Sin embargo, mantienen una fuerte amistad el resto de la serie.
En el episodio Hazed and Confused, luego de un turno de 36 horas, Corday accidentalmente inyecta una cantidad letal de un medicamento a un paciente, salvándole por poco. Luego de ser criticada por ello, utiliza el accidente en su favor para pedir mejores condiciones laborales para los internos, a la vez que termina amistosamente su relación con Benton. Sin embargo, la relación tiene consecuencias posteriores. En 1999, la Dra. Maggie Doyle acusa al Dr. Robert Romano de acoso sexual, luego que él se entera de la homosexualidad de ella y le da una mala crítica en su rendimiento. Corday intenta apoyar a Doyle, pero es chantajeada por Romano luego que éste se enterara de su relación con Benton mientras él era su supervisor, por lo que abandona su apoyo a Doyle.
A finales de la temporada, inicia una relación con el Dr. Mark Greene.

### Sexta temporada
Luego que Romano fuera designado como Jefe de personal del hospital, este nombra a Corday como Jefa asociada de Cirugía, sin ni siquiera preguntarle. Ella toma el trabajo y, sin embargo, pronto se encuentra quedar atrapada en las políticas del hospital. En el episodio Humpty Dumpty, se entera de que uno de sus pacientes es un violador y asesino en serie, que comienza una serie de juegos mentales con ella para ganar su confianza y lograr que ella le de la eutanasia. Luego que la familia de una víctima quiere conocer la ubicación del cuerpo de su hija, el asesino manipula a Corday, aunque ella termina por romper la voluntad de este y dando a conocer el paradero del cuerpo.
Su relación con Greene va prosperando, y conoce al padre de él (interpretado por John Cullum); a la vez que su madre Isabelle la visita a ella en Estados Unidos. Ambos padres tienen un breve amorío, que termina luego de saber que el padre de Greene está enfermo de cáncer terminal de pulmón.

### Séptima y octava temporadas
Al comienzo de la séptima temporada, en el episodio Sand and Water, Greene le pide matrimonio a Corday y la invita a mudarse a una nueva casa junto a él. Inician sus planes para casarse, pero se ven truncados rápidamente por un tumor cerebral que se le diagnostica a Greene, y una demanda por mala praxis luego de dejar a un paciente parapléjico. A esto se suma que, en el episodio Rescue Me, se entera de que está embarazada. Greene se recupera de su tumor, luego de una cirugía a la que es sometido en compañía de Corday en Nueva York; y la demanda es retirada por un acuerdo, lo que permite a ambos continuar con sus planes de matrimonio.
Luego de la extracción del tumor, la Dra. Kerry Weaver, jefa de la Sala de Urgencias, obliga a Greene a tomar exámenes psicológicos para determinar si todavía es posible para él seguir practicando medicina, lo que disgusta profundamente a Corday, quien discute con Weaver y no la invita al matrimonio. En el episodio April Showers, con la presencia de sus disimiles padres y gran parte del personal del hospital, se casa con Greene. Posteriormente, en Sailing Away, Corday da a luz a una niña que llaman Ella.
Durante la octava temporada, Rachel, la hija de Greene de su primer matrimonio, llega a vivir con ellos. En plena adolescencia, Rachel tiene problemas de actitud y rebeldía frente a Corday, lo que los lleva a discutir numerosas veces. A su vez, Corday es acusada nuevamente de mala praxis luego que varios de sus pacientes mueren en su convalecencia luego de cirugía, aunque más tarde se retira la acusación cuando se evidencia que el anestesiologo Dr. Alexander Babcock ha dado la eutanasia a todos ellos.
Su relación con Rachel llega a un quiebre luego que Ella traga una pastilla de éxtasis que Rachel tenía guardada en su dormitorio, y le produce una sobredosis que la lleva al borde la muerte. Corday pide a Greene que la expulse de la casa, y luego que este se niega, Corday se va a vivir junto a Ella a un hotel. Poco después, se entera de que Greene está nuevamente enfermo del mismo tumor, que esta vez es inoperable, y luego de una charla con Romano, decide volver a su hogar y rehacer su matrimonio. Greene decide, en el episodio Orion in the Sky, terminar su tratamiento y abandonar el hospital, viajando a Hawái con Rachel. Allí, sufre un ataque de epilepsia, luego de lo cual, Corday viaja a Hawái igualmente a acompañar a Greene en sus últimos días.
Luego de ello, decide renunciar al County y retornar junto a Ella a Londres.

### Novena y décima temporadas
Instalada en el Hospital Saint Thomas, Corday nota que le es imposible reencajar en su antigua vida en Inglaterra, sobre todo luego de sufrir intimidación y tratamiento sexista a manos de sus colegas británicos por sus nuevas costumbres estadounidenses. Aconsejada por su padre, vuelve a Chicago y es reinstalada en su antigua posición.
Luego que Romano pierde su brazo en un accidente con un helicóptero, Corday asume la mayoría de las responsabilidades del Departamento de Cirugía. Se muestra muy severa con el resto del personal, especialmente con Weaver; y más tarde con el estudiante de medicina Paul Nathan (Don Cheadle), quien sufre de la enfermedad de Parkinson. En el episodio First Snowfall, se enfrenta a la muerte de Greene, luego un horrible caso de atropello, en el que un ebrio embiste a una madre y a dos hijos, dejando al padre desolado; dándole su apoyo y superando su duelo. Por entonces inicia también una amistad con la Dra. Susan Lewis.
Corday se entristece al ver a Romano perder su carrera luego de la amputación de su brazo. Más tarde, sufre un golpe mayor tras la muerte de Romano en el episodio Freefall. Esto lleva a Weaver, por entonces Jefa de Personal, nombrarla como nueva Jefa del Departamento de Cirugía.
En su vida sentimental, tiene algunos problemas para adaptarse a su nueva vida, comenzando una breve relación con el Dr. Eddie Dorset (Bruno Campos), que termina rápidamente cuando descubre que él está casado. Más tarde comienza a salir con otro médico (Paul Blackthorne) y un profesor (Steven Culp).

### Décima primera temporada y salida
Al inicio de la decimoprimera temporada, en el episodio Try Carter, Corday es convencida por el Dr. John Carter de llevar a cabo un trasplante ilegal de órganos entre dos pacientes con VIH. En parte, lo realiza por su convencimiento de que cree que la operación es correcta (considera para ello un proyecto de ley de legalización de trasplantes de órganos entre individuos con VIH en el Estado de Illinois) y buscando irritar a Weaver.
En el episodio Fear, la junta de administración del hospital decide retirarle su licencia para ejercer la medicina. Weaver le ofrece un puesto de instructor médico sin permanencia ni promoción futura; lo que ella rechaza. Es reemplazada por el Dr. Lucien Dubenko, y ella retorna a Inglaterra.

### Vida posterior
Durante la temporada final, en los episodios The Book of Abby y Shifting Equilibrium, puede verse la etiqueta con su nombre en un antiguo muro del hospital.
Mientras busca un nuevo trabajo, la Dra. Neela Rasgotra es entrevista sorpresivamente por Corday, quien afirma que nunca pudo volver a sentirse a gusto en Inglaterra, a pesar de vivir un par de años allí; por lo que terminó tomó una posición como Jefa del Departamento de Cirugía Traumatológica en la Universidad Duke, en Durham, Carolina del Norte. Vive allí junto a Ella y Rachel, quien está buscando ingresar a la carrera de medicina. Afirma que siente a Chicago como su verdadero hogar, y que ha pensado en volver al County General, pero se niega a hacerlo.
En el episodio final And in the End..., luego que Rachel participara de una entrevista para ingresar a la escuela de medicina, asiste a una breve reunión junto a Carter, Benton, Weaver y Lewis, luego que el primero inaugurará el Joshua Carter Center. Luego de abandonar el local, conversa brevemente con Benton, y se ve una vez más su antigua amistad.